# La poupée monte le son
La poupée monte le son is een lied van de Luxemburgse zangeres Laura Thorn. Het nummer werd uitgebracht op 20 december 2024 en was de Luxemburgse inzending voor op het Eurovisiesongfestival 2025.

## Achtergrond
La poupée monte le son is geschreven en gecomponeerd door de songwriters Julien Salvia en Ludovic-Alexandre Vidal. Het nummer is een ode aan Poupée de cire, poupée de son van de Franse zangeres France Gall, de Luxemburgse winnende inzending op het Eurovisiesongfestival 1965. Tijdens de persconferentie nadat ze Luxembourg Song Contest 2025 had gewonnen, zei Thorn het volgende: "Een pop wordt bestuurd door iemand. De pop waar ik over zing laat dit niet langer gebeuren", refererend naar een tegenovergestelde benadering van Gall's lied. In een interview met ESCBubble zei Thorn ook: "Ik houd van het feit dat er een connectie is met France's lied, vooral omdat het dit jaar exact zestig jaar geleden is dat het het Eurovisiesongfestival won en dat maakt het een geweldige gelegenheid om Luxemburg en zijn historie op het liedjesfestijn te eren."

## Eurovisiesongfestival 2025

### Luxembourg Song Contest 2025
Luxembourg Song  Contest 2025 was de Luxemburgse preselectie door omroep RTL Télé Lëtzebuerg om te bepalen wie Luxemburgse in 2025 zou vertegenwoordigen op het Eurovisiesongfestival 2025. Zeven acts traden aan op 25 januari 2025. De winnaar werd bepaald door een combinatie van stemmen van acht internationale jury's en een publieke internationale stemming op de website van RTL.
Thorn werd aangekondigd als een van de zeven acts op 19 december 2024. De volgende dag werd La poupée monte le son officieel uitgebracht. Ze trad als zesde aan in de show, en kreeg 94 punten van de jury's en 90 punten van de thuisstemmers. Met een totaal van 184 werd ze gekroond tot winnares van Luxembourg Song Contest 2025 en daarmee het recht om Luxemburg te vertegenwoordigen op het Eurovisiesongfestival 2025.

### Eurovisiesongfestival 2025
Het Eurovisiesongfestival 2025 vindt plaats in de St. Jakobshalle in Bazel, Zwitserland en zal bestaan uit twee halve finales die plaatsvinden op 13 mei en 15 mei en een finale op 17 mei 2025. Tijdens een loting op 28 januari 2025 werd bepaald dat Luxembourg zal aantreden in de tweede helft van de tweede halve finale. De producenten bepaalden dat Laura Thorn als dertiende aantrad met La poupée monte le son. Ze wist het publiek voldoende te overtuigen om zich te plaatsen voor de finale. Het nummer behaalde de 22ste plaats in de finale.